# Erioptera (Erioptera) pila
Erioptera (Erioptera) pila is een tweevleugelige uit de familie steltmuggen (Limoniidae). De soort komt voor in het Oriëntaals gebied.